# Schwedenmädel
Schwedenmädel (Originaltitel: Sommarflickan) ist ein schwedisch-deutscher Spielfilm in Schwarzweiß aus dem Jahr 1955. Die Regie teilten sich der Deutsche Thomas Engel und der Schwede Håkan Bergström. Die Hauptrollen waren mit Maj-Britt Nilsson, Karlheinz Böhm und Walter Giller besetzt. Das Drehbuch verfassten Paul Helwig und Ursula Bloy. Es beruht auf einer Idee von Walter Forster und Aldo von Pinelli. In der Bundesrepublik Deutschland kam der Film das erste Mal am 29. September 1955 in Hamburg in die Kinos.

## Handlung
Der Film erzählt die Geschichte zweier Austauschstudenten, dem Schweden Sven Rydberg aus Stockholm und dem Deutschen Klaus Richter aus München. Während sich Sven vor seinem Abflug nach Deutschland von seinem Vater, seiner Verlobten Britta und seinen Lieblingskommilitonen, dem Schweizer Ehepaar Susi und Rolf Sprüngli, verabschiedet, schippert Klaus auf einem Frachtdampfer nach Stockholm. Dort angekommen, wird er von Britta und Rolf abgeholt. Britta ist nicht nur Svens Verlobte, sondern auch seine Stiefschwester. Augenblicklich verliebt sich Klaus in das hübsche Schwedenmädel. Rolfs Bemerkung, das Mädchen gehöre zu Sven, schenkt er zunächst keinen Glauben.
In der Nacht bummeln die jungen Leute durch Stockholm. Dabei kommen sich Klaus und Britta näher. Nachdem Klaus aber einsehen musste, dass seine Angebetete tatsächlich Svens Braut ist, bremst er seine Gefühle für sie. Stattdessen wendet er sich nun der temperamentvollen französischen Studentin Jacqueline zu, mit der Sven schon ein paar Mal seine Verlobte betrogen hat. Seine Gedanken weilen aber immer noch bei Britta, sie will ihm nicht aus dem Kopf gehen.
Das schwedische Mittsommerfest steht kurz bevor. Zu diesem Anlass hat Klaus‘ Gastgeber alle Freunde und Bekannte zu einer dreitägigen Feier auf sein Grundstück am Meer eingeladen. Klaus ist wie verzaubert von der nordischen Mittsommernacht. Er lässt seinen Gefühlen freien Lauf, springt durch das Johannisfeuer und landet in Brittas weit geöffneten Armen. Auf der Rückfahrt nach Stockholm wird ihm bewusst, was er da angerichtet hat. Er packt seine Sachen und verlässt die Wohnung seines Gastgebers. Trotzdem kommt es noch zu einer Aussprache zwischen den beiden Liebenden, bei der sie sich darauf einigen, um Svens willen ihre Freundschaft zu beenden.
Für alle unvermutet kehrt Sven vorzeitig aus München zurück. Als er von dem Techtelmechtel seiner Verlobten mit dem Deutschen hört, packt ihn die Eifersucht. Auf dem Campus will er sich auf seinen Rivalen stürzen. Bevor er jedoch seinen Plan ausführen kann, wird er von seinem Vater, der hier an der Universität Professor ist, zurückgehalten. Klaus wird jetzt endgültig gewiss, dass er nicht länger in Schweden bleiben kann. Er nimmt den nächsten Dampfer, der über Malmö nach Deutschland fährt.
Professor Rydberg kann nicht mit ansehen, wie seine Adoptivtochter unter der Trennung von Klaus leidet. Nach einer Unterredung mit Sven ist dieser bereit, seine Verlobung zu lösen. Britta nimmt das nächste Flugzeug nach Malmö, um dort das Schiff besteigen zu können, mit dem Klaus gerade unterwegs ist.

## Musik
Die Musik spielt eine nicht geringe Rolle in dem Film. Folgende Lieder werden darin gesungen:
- Ein Traum ohne Ende, komponiert von Willy Mattes und getextet von Aldo von Pinelli und Günther Schwenn
- Wenn in Stockholm auf allen Straßen die Lichter glühn mit der Musik von Heino Gaze auf einen Text von Günther Schwenn und Aldo von Pinelli.

Außer den hier genannten deutschsprachigen Komponisten haben sich noch die Schweden Allvén Faith und Vic Sunesson an der Musik beteiligt.

## Produktionsnotizen
Der Film wurde im Atelier Sandrew in Stockholm produziert. Die Außenaufnahmen entstanden in Stockholm und Umgebung.

## Kritik
„Liebenswürdige Unterhaltung ohne tiefere Bedeutung.“

## Quelle
- Programm zum Film: Illustrierte Film-Bühne, erschienen im Verlag FILM-BÜHNE GmbH, München, Nr. 2973